# Riblah
Riblah è un'antica città, oggi un tell, coperto da un cimitero non lontano dalla città di Ribleh sul lato siriano del confine con il Libano. Nei tempi biblici essa era situata sulla frontiera settentrionale della terra di Canaan. La località si trova sulla riva orientale del fiume Oronte, in un'ampia e fertile pianura, 35 miglia a nordest di Baalbek e 10 o 12 miglia a sud del lago artificiale di Homs. Brenton tradusse il nome del luogo con Rablaam nella sua traduzione dei Septuaginta.
Fu a Riblah che Necao II, faraone dell'Egitto (c. 610 – c. 595 a.C.), pose il suo campo dopo aver messo in rotta l'esercito giudaico di Giosia nella battaglia di Megiddo nel 609 a.C.. Subito dopo il figlio di Giosia, il nuovo re unto Ioacaz, fu preso prigioniero e tenuto a Riblah per evitare che regnasse su Giuda; successivamente fu portato in Egitto dove morì.
(Bibbia, Ezechiele 19:4)
Viene interpretata come se Necao II avesse invitato Ioacaz a un incontro a Riblah e qui l'avesse intrappolato.
Circa due decenni dopo, Nabucodonosor II, re di Babilonia, pose qui il suo accampamento contro il Regno di Giuda, che culminò con la distruzione di Gerusalemme nel 587 o 586 A.C..
Re Sedecia fu catturato e portato a Riblah, dove dovette assistere all'uccisione di suo figlio, dopo di che fu accecato e portato a Babilonia. I suoi ufficiali furono anch'essi messi a morte a Riblah (2 Re, 25:6-7, 18-21; Geremia, 39:5-7; 52:9-11, 26-27).
La città si trovava sulla via del commercio internazionale dall'Egitto alla Mesopotamia, attraverso Israele e la città di Karkemiš dove la strada passava sul fiume Eufrate. Importante centro strategico, Riblah era ricca di acqua, cibo e combustibile, che la rendeva idonea come accampamento militare. Ai tempi dei Romani la città era anche chiamata 
Daphne.

## Riblah a Canaan
C'era anche un'altra città con lo stesso nome sul confine orientale della Terra promessa a Canaan, nota dalla Bibbia (34:2, 10, 11), ma la cui posizione è ancora incerta. La città è descritta nella Bibbia (Numeri, 34:11) come "sul lato est di Ain". Un luogo ancora chiamato el-Ain, cioè "la fontana", può essere trovato a circa 10 miglia.